# Печериця таблитчаста
Печериця таблитчаста (Agaricus tabularis) — вид грибів роду печериця (Agaricus). Сучасну біномінальну назву надано у 1900 році.

## Будова
Товста м'ясиста шапинка діаметром 5–20 см іноді по краю гладенька, білувата, білуватосіра, при дотику жовтіє. Вона спочатку напівкуляста, згодом випуклорозпростерта, іноді плоска посередині. Шапинка розтріскуєтся на концентрично розташовані пірамідальні ділянки, що часто вкриті дрібними притиснутими волокнистими лусочками. Край шапинки загнутий, згодом прямий, часто з залишками покривала. Тонкі густі пластинки вільні спочатку рожевувато-коричневі, згодом темно-коричневі, зі світлим краєм. Спори коричневі. Центральна циліндрична ніжка, що злегка звужується до основи, розміром 4–7×1–3 см. Вона суцільна, гладенька, шовковистоволокниста, біла. Кільце розташоване у верхній частині ніжки, просте, широке, згодом звисаюче, білувате, згори гладеньке, знизу волокнисте. М'якуш білий, на зламі не змінюється або злегка рожевіє над пластинками і в основі ніжки, при підсиханні жовтіє, з приємним грибним запахом. Гриб на смак солодкий.

## Життєвий цикл
Плодові тіла з'являються в червні–жовтні.

## Поширення та середовище існування
Трапляється поодинці та групами, іноді утворює «відьомські кола». Росте у Європаі, Азії та Північній Америці. В Україні відомий з Лівобережного Лісостепу, Лівобережного, Старобільського та Донецького злаково-лучного Степу, Лівобережного злакового Степу та Кримського Степу.

## Практичне використання
Їстівний гриб.

## Природоохоронний статус
Включений до третього видання Червоної книги України (2009 р.). Охороняється в Луганському та Українському степовому природному заповіднику, а також у заповіднику «Асканія-Нова».